# 水谷長三郎
水谷 長三郎（みずたに ちょうざぶろう、1897年（明治30年）11月4日 - 1960年（昭和35年）12月17日）は大正、昭和期の日本の政治家、弁護士、労働運動家。片山内閣、芦田内閣の商工大臣を務めた。愛称「水長」（みずちょう）。

## 来歴・人物
1897年（明治30年）11月4日京都府紀伊郡伏見町京橋（現在の京都市伏見区）に生まれる。1921年（大正10年）京都帝国大学法学部を卒業する。京都帝大在学中に友愛会に参加する。友愛会で京都帝大教授でマルクス経済学者の河上肇の知遇を得、河上を指導者とする社会科学研究グループ労学会を結成した。京都帝大卒業後、弁護士を開業し、マルクス主義に傾倒する。
1926年（大正15年）普通選挙法が通過し、25歳以上の成人男子に普通選挙が認められると、1928年（昭和3年）第16回衆議院議員総選挙に無産政党の一つ労働農民党から立候補し山本宣治とともに当選、日本初の社会主義政党の代議士となる。同年4月11日、大山郁夫とともに東京駅に帰京したところ、ホームで大山を標的とした右翼集団の襲撃を受け殴打される。
その後、反共の立場から、容共の山本などと対立するようになる。山本の依頼で、安田徳太郎（山本の従弟）は水谷に、三・一五事件（1928年（昭和3年）3月15日）で逮捕された人々のために弁護士として奔走して欲しいと依頼したが、水谷は「三・一五事件の被告は悪い奴ばかりだ」と拒否した。
治安維持法改正案に反対したが、山本とは違い、あくまで反共という法の目的は認めた上で、拡大解釈による濫用を懸念する立場からのものだったので、日本共産党や容共の側からは強い批判を受けており、佐々木敏二は水谷を「階級的裏切り（者）」と批判している。一方、治安維持法改正後の運用について、水谷の懸念の正しさを指摘する意見もある。1929年（昭和4年）山本が黒田保久二に暗殺されると、水谷も葬儀に参列し、棺桶を担いだが、山本の葬儀を描いた大月源二『告別』では、水谷は無視されている。
以後当選回数通算12回。1929年1月に労農党を離党して、労農大衆党結党を宣言して労農党からは除名処分を受けた。さらに全国大衆党を経て社会大衆党に参加する。
1940年（昭和15年）3月、斎藤隆夫が行った反軍演説の議員除名採決で反対の立場を示し衆議院本会議を欠席すると、書記長麻生久主導で、党首の安部磯雄、鈴木文治、西尾末広、片山哲らとともに社会大衆党除名処分を受けた。
戦後、西尾とともに上京して日本社会党を結成し、中央執行委員に選出された。この時期、再建された日本共産党との人民戦線路線に、一時的に傾いていたが、西尾らの反対で党の方針にはならなかった。1947年（昭和22年）の片山内閣で商工大臣として入閣、炭坑国有化を推進して炭鉱国家管理問題が起きた。1947年（昭和22年）の芦田内閣でも商工相に留任した。
右派社会党では政策通として政策審議会会長を務めた。1960年（昭和35年）1月24日に離党して民主社会党（のちの民社党）結成に参加し、25日から国会議員団長を務めたが、同年12月17日に63歳で死去した。墓所は金戒光明寺。